# مكتب البيت الأبيض للمبادرات الإيمانية والمجتمعية

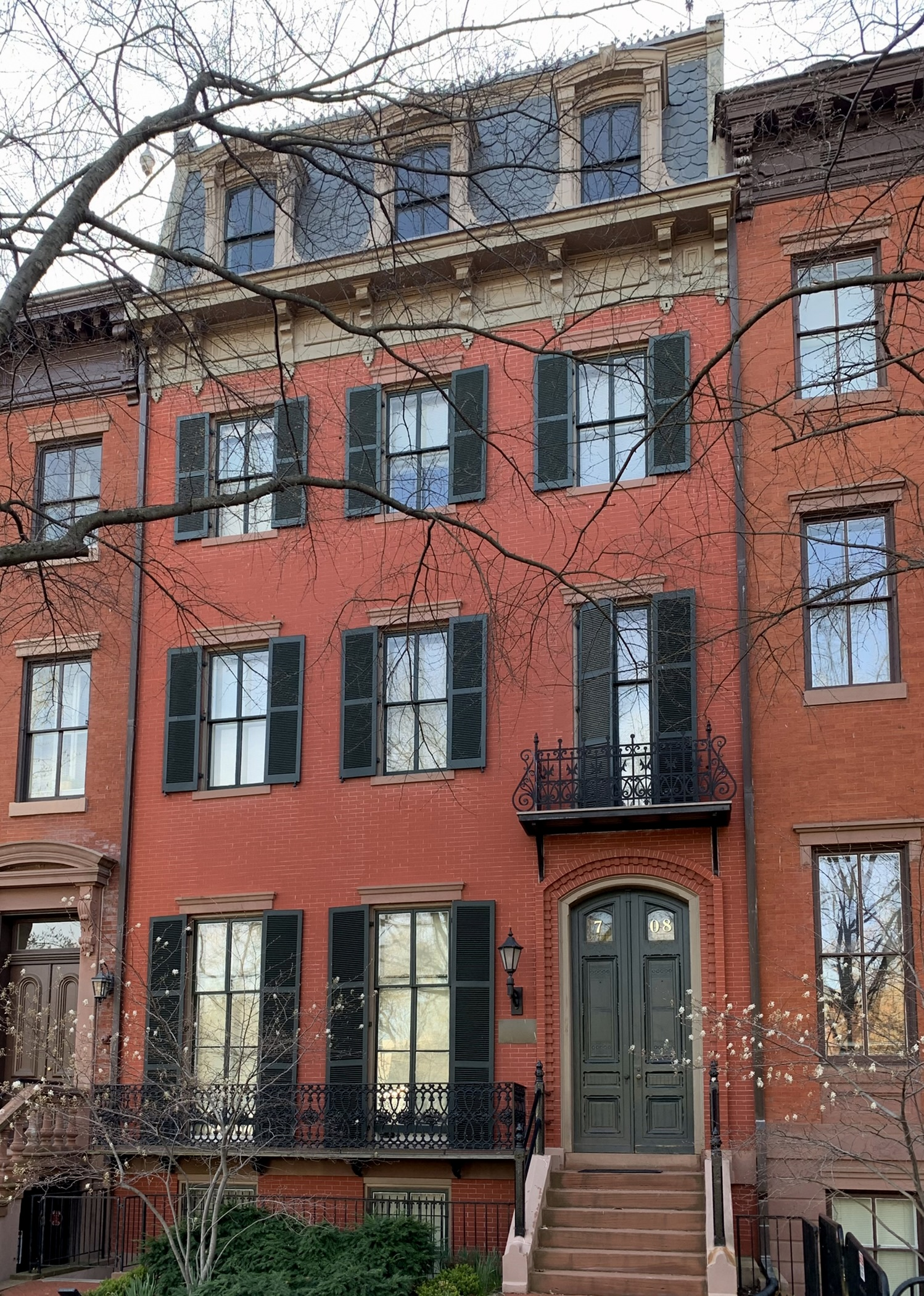
مبنى مكتب البيت الأبيض السابق للمبادرات الدينية والمجتمعية في جاكسون بليس في واشنطن العاصمة

كان مكتب البيت الأبيض للشركات القائمة على الإيمان والجوار،  المعروف سابقًا باسم OFBCI، مكتبًا داخل مكتب البيت الأبيض وجزءًا من المكتب التنفيذي لرئيس الولايات المتحدة.
تم تأسيس المكتب من قبل الرئيس جورج دبليو بوش من خلال أمر تنفيذي في 29 يناير 2001، ويمثل أحد السياسات المحلية الرئيسية لوعد حملة بوش "بالمحافظة الرحيمة". سعت المبادرة إلى تعزيز المنظمات القائمة على الإيمان والمجتمع وتوسيع قدرتها على تقديم الخدمات الاجتماعية الممولة فيدراليًا، مفترضة أن هذه المجموعات في وضع جيد لتلبية احتياجات الأفراد المحليين. وباعتباره حاكماً لولاية تكساس، استخدم بوش أحكام "الاختيار الخيري" الواردة في إصلاح الرعاية الاجتماعية لعام 1996 (التي سمحت للكيانات "القائمة على أساس ديني" بالتنافس على العقود الحكومية لتقديم الخدمات الاجتماعية) لدعم عمل الجماعات القائمة على أساس ديني في تكساس.
تولى قيادة المكتب لفترة وجيزة دون ويلت، أحد مساعدي بوش أثناء فترة ولايته كحاكم لولاية تكساس والذي عُين فيما بعد قاضيًا في المحكمة العليا في تكساس. وكان أول شخص عُين مديراً لـOFBCI هو جون دييوليو، أستاذ العلوم السياسية في جامعة بنسلفانيا. غادر دييوليو منصبه في وقت لاحق وأصبح منتقدًا لإدارة بوش.
في فبراير 2025، أمر الرئيس الأمريكي دونالد ترامب بإنشاء مكتب الإيمان بالبيت الأبيض، وهو مكتب جديد في البيت الأبيض "لمساعدة الكيانات القائمة على الإيمان، والمنظمات المجتمعية، ودور العبادة في جهودها لتعزيز الأسر الأمريكية، وتعزيز العمل والاكتفاء الذاتي، وحماية الحريات الدينية". تحل المنظمة محل مكتب البيت الأبيض السابق للمبادرات الدينية والمجتمعية، ووسيكون جزءًا من مجلس السياسة الداخلية. وعين ترامب الواعظة التلفزيونية باولا وايت كين لقيادة مكتب الإيمان.